# دهان گشاد (مجموعه تلویزیونی)
دهان گشاد (انگلیسی: Big Mouth) یک سیتکام انیمیشنی بزرگسالان ساخته شده توسط اندرو گلدبرگ، نیک کرول، مارک لوین و جنیفر فلکت برای نتفلیکس است.
فصل اول شامل ده قسمت بود و در ۲۹ سپتامبر ۲۰۱۷ در نتفلیکس و فصل دوم در ۵ اکتبر ۲۰۱۸ منتشر شد. فصل سوم با یک قسمت ویژه روز ولنتاین در ۸ فوریه ۲۰۱۹ آغاز شد و در ۴ اکتبر ۲۰۱۹ سایر قسمت‌های فصل منتشر شد. در ژوئیه ۲۰۱۹، نتفلیکس این مجموعه را برای فصل ششم تمدید کرد. فصل چهارم در ۴ دسامبر ۲۰۲۰ و فصل پنجم در ۵ نوامبر ۲۰۲۱ منتشر شد. فصل ششم در ۲۸ اکتبر ۲۰۲۲ و فصل هفتم در ۲۰ اکتبر ۲۰۲۳ منتشر شد. در آوریل ۲۰۲۳، این مجموعه برای فصل هشتم و پایانی تمدید شد.